# Shinji Yamaguchi
Shinji Yamaguchi (山口 真司 Yamaguchi Shinji?), född 26 april 1996 i Hyōgo prefektur, är en japansk fotbollsspelare.
Yamaguchi började sin karriär 2015 i Vissel Kobe. Efter Vissel Kobe spelade han för Oita Trinita och AC Nagano Parceiro.